# Badenstedt (Zeven)
Badenstedt (niederdeutsch Badenst) ist ein Ortsteil der Stadt Zeven im niedersächsischen Landkreis Rotenburg (Wümme).

## Geographische Lage
Badenstedt liegt rund sechs Kilometer südwestlich der Kernstadt. In Badenstedt kreuzen sich die Landesstraße 113 und die Kreisstraßen 137 und 140.

## Geschichte

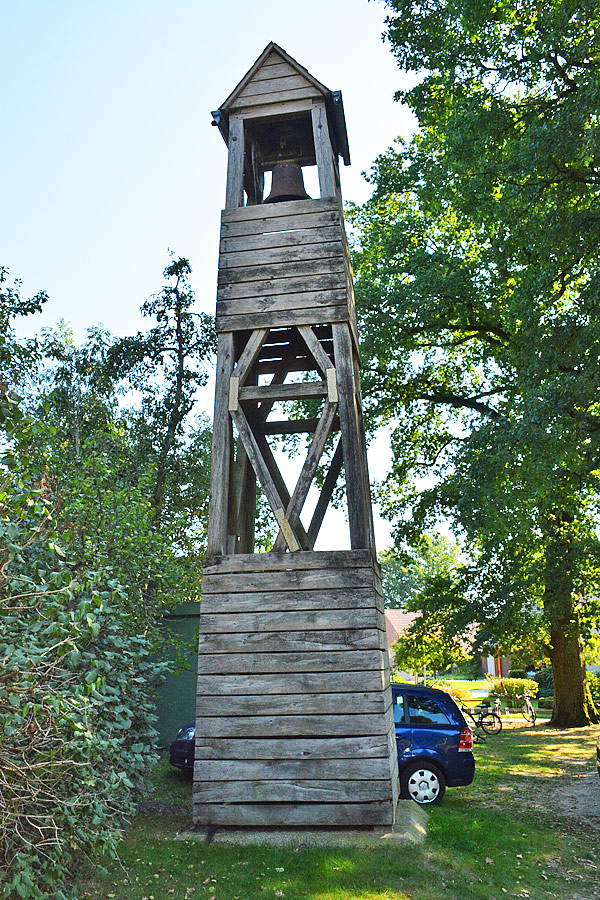
Glockenturm

Es gibt frühe menschliche Zeugnisse in der Region, wie das Hügelgräberfeld Steinalkenheide. Badenstedt dürfte als eine Gründung aus sächsischer Zeit anzusehen. Im Verdener Urkundenbuch ist der Ort „Badenstede“ in einem Abgabenverzeichnis erwähnt, welches wohl nach 1237, aber sicher vor 1246 entstand. Laut dem Vörder Register, das von dem Erzbischof Johann III. Rohde von Bremen in Auftrag gegebenen wurde, gehörte der Ort um das Jahr 1498 zum Gericht und zum Kirchspiel in Selsingen, später zum Kirchspiel Zeven. Weil die Bewohner sich nach 1648 besonders gegen die Dienste für die Zevener Schule wehrten, beantragten sie, wieder zur Kirche in Selsingen zurückzukommen. Das wurde genehmigt, allerdings gab es sofort entgegengesetzte Bemühungen, die den Verbleib in Zeven zum Ziel hatten. 1783 wurde den Badenstedtern bestätigt, dass sie zu Zeven gehören. Von den 12 Familien, die 1637 das Dorf bewohnten, waren 1669 wahrscheinlich nur noch sieben vorhanden. Im Jahr 1856 wurde eine Ziegelei errichtet. 1860 hatte Badenstedt 160 Einwohner. 1947 wurde der Friedhof Badenstedt eingesegnet.
Im Zuge der Gebietsreform in Niedersachsen wurde die zuvor selbständige Gemeinde Badenstedt am 1. März 1974 in die Stadt Zeven eingegliedert. Am 30. Juni 2016 lebten in Badenstedt 379 Menschen.

## Kultur und Sehenswürdigkeiten

### Bauwerke
Das jungsteinzeitliche Großsteingrab Badenstedt liegt im Gemeindegebiet.

### Galerie Ziegelei
In der Galerie Ziegelei stellen Hannelore und Klaus Bierkardt ihre Bilder aus.

## Wirtschaft und Infrastruktur
Badenstedt hat einen Kindergarten, einen Sport- und Bolzplatz und einen Friedhof in der Trägerschaft der Gemeinde Zeven. Der Gärtnerhof Badenstedt ist ein als Werkstatt für behinderte Menschen (WfbM) anerkannter Betrieb in Trägerschaft der gemeinnützigen Gesellschaft für soziale Hilfen. In dem Betrieb arbeiten 70 Mitarbeiter in Baumschule, Büro und Verwaltung, Hauswirtschaft, Manufaktur (Insektenhotels, Fruchtsaft- und Konfitüreherstellung) sowie Holz- und Maschinenwerkstatt. Außerdem gibt es ein Schullandheim.